# Хасрейтер, Йозеф
Йозеф Хасрейтер (нем. Joseph Haßreiter; 30 декабря 1845, Мауэр, Австрийская империя (ныне Лизинг (Вена)) — 8 февраля 1940, Вена) — австрийский артист балета, балетмейстер, хореограф, педагог. Видный представитель венского балета конца XIX — начала XX века.

## Биография
Родился в семье танцовщика венского Кернтнертортеатра, позже — руководителя балетной школы в Вене. С 1851 года учился у солиста балета Кэри и у балетмейстера Джованни Голинелли (1809—1884) в балетной школе Кернтнертортеатра, где ставились постановки придворной имперской оперы.
В 1864—1868 годах выступал на сцене оперного театра Мюнхена, затем
Королевского придворного театра в Штутгарте.
В 1870—1919 годах — солист балета Венской оперы (с 1918 — Венская государственная опера), балетмейстер, был членом труппы придворной оперы в течение 20 лет. В течение ряда лет — главный балетмейстер и управляющий танцевальной школой.
Работал с художником Ф. Гаулем, либреттистом Г. Регелем и др.
Его характерный хореографический и интерпретирующий стиль позднего романтизма был основан на эстетике повествовательного балета, основанном на сценическом эффекте массовых хоров, развитой сценической технике, дорогих декорациях и костюмах, а также виртуозных сольных танцевальных представлениях.
Деятельность Й. Хасрейтера способствовала развитию хореографического искусства Австрии.

### Избранные постановки
- «Фея кукол» (1888) Й. Байера,
- «Студенческая любовь» (1894) Й. Байера,
- «Маленький мир» (1904) Й. Байера,
- «Вокруг Вены» (1894) на музыку И. Штрауса,
- «Остров сирен» (1892) Р. Мадера,
- «Свадьба в парикмахерской» (1894) Р. Мадера,
- «Красный башмачок» (1898) Р. Мадера,
- «Золотой сказочный мир» Г. Берте (по сказкам братьев Гримм, (1893),
- «Жемчужина Иберии» Й. Хельмесбергера-младшего (1902, совм. с И. Сирони),
- «Суд Париса» Ф. Скофица (1908),
- «Фавн и Нимфа» Клейна (1917) и др.

Был известен также как автор самоучителей старинных танцев.

## Награды
- Почётный член Венской придворной оперы (1915).
- Императорский австрийский орден Франца Иосифа
- Австрийский золотой крест за гражданские заслуги

## Избранные сочинения
- Sir Roger, Lancier zum Selbstunterricht, W., 1895;
- Die Quadrille a la Cour, oder Les Lanciers, W., 1895.